# Мак-Міллан-Айленд 6
Мак-Міллан-Айленд 6 (англ. McMillan Island 6) — індіанська резервація в Канаді, у провінції Британська Колумбія, у межах регіонального округу Метро-Ванкувер.

## Населення
За даними перепису 2016 року, індіанська резервація нараховувала 94 особи, показавши зростання на 38,2%, порівняно з 2011-м роком. Середня густина населення становила 52,7 осіб/км².
З офіційних мов обидвома одночасно не володів жоден з жителів, тільки англійською — 90.
Працездатне населення становило 64,7% усього населення, рівень безробіття — 18,2%.

## Клімат
Середня річна температура становить 10,1°C, середня максимальна – 21,1°C, а середня мінімальна – -2,2°C. Середня річна кількість опадів – 1 834 мм.
| Клімат поселення                              | Клімат поселення | Клімат поселення | Клімат поселення | Клімат поселення | Клімат поселення | Клімат поселення | Клімат поселення | Клімат поселення | Клімат поселення | Клімат поселення | Клімат поселення | Клімат поселення | Клімат поселення |
| Показник                                      | Січ.             | Лют.             | Бер.             | Квіт.            | Трав.            | Черв.            | Лип.             | Серп.            | Вер.             | Жовт.            | Лист.            | Груд.            |                  |
| Середній максимум, °C                         | 7,41             | 9,37             | 11,62            | 14,12            | 17,41            | 20,09            | 20,63            | 21,08            | 18,22            | 13,58            | 9,20             | 5,94             |                  |
| Середня температура, °C                       | 2,59             | 4,56             | 6,79             | 9,32             | 12,61            | 15,27            | 17,44            | 17,89            | 15,04            | 10,39            | 6,00             | 2,77             |                  |
| Середній мінімум, °C                          | −2,23            | −0,26            | 1,98             | 4,48             | 7,78             | 10,47            | 14,28            | 14,69            | 11,87            | 7,22             | 2,81             | −0,41            |                  |
| Норма опадів, мм                              | 251              | 168              | 160              | 144              | 118              | 91               | 63               | 62               | 87               | 185              | 282              | 223              |                  |
| Середньомісячна швидкість вітру, м/с          | 3.19             | 3.08             | 3.18             | 3.00             | 2.89             | 2.90             | 2.80             | 2.58             | 2.34             | 2.58             | 3.16             | 3.25             |                  |
| Середньомісячна сонячна радіація, кДж/м²·день | 3124             | 6084             | 9822             | 14876            | 18526            | 19958            | 21288            | 18329            | 13105            | 7039             | 3512             | 2458             |                  |
| --------------------------------------------- | ---------------- | ---------------- | ---------------- | ---------------- | ---------------- | ---------------- | ---------------- | ---------------- | ---------------- | ---------------- | ---------------- | ---------------- | ---------------- |
| Джерело:                                      |                  |                  |                  |                  |                  |                  |                  |                  |                  |                  |                  |                  |                  |